# DFBポカール2025決勝
DFBポカール2025決勝（2025 DFB-Pokal final）は、ドイツのサッカーカップ戦の通算72回目 (前身も含めれば82回目)のDFBポカール2024-2025の優勝者を決定するものである。試合は2025年5月24日にベルリン・オリンピアシュタディオンで開催を行う。
この試合は、3.リーガのアルミニア・ビーレフェルトとブンデスリーガのVfBシュトゥットガルトが対戦した。ビーレフェルトは初の決勝進出を果たし、3.リーガのチームとしてDFBポカール決勝に進出した4チーム目となった。
優勝チームは翌シーズン開幕時にフランツ・ベッケンバウアー・スーパーカップ2025に出場し、ブンデスリーガ2024-25を優勝したバイエルン・ミュンヘンと対戦する。DFBポカール優勝チームは、UEFAヨーロッパリーグ 2025-26のグループステージへの出場権も自動的に獲得する。

## チーム
次の表では、1943年までの決勝戦はチャンマーポカール時代、1953年以降の決勝戦はDFBポカール時代となっている。
| チーム                     | 過去の決勝進出（太字は優勝者）            |
| -------------------------- | ----------------------------------------- |
| アルミニア・ビーレフェルト | なし                                      |
| VfBシュトゥットガルト      | 6回（1954, 1958, 1986, 1997, 2007, 2013） |

ビーレフェルトはドイツカップ決勝に初進出し、3.リーガのチームとしては初の決勝進出をとなった。3.リーガからDFBポカール決勝に進出したのは、1993年のヘルタ・ベルリンアマチュア、1997年のエネルギー・コットブス、2001年のウニオン・ベルリンに続き、4チーム目となる。いずれも敗退している。

## 決勝までの道のり
DFBポカールは、64チームが参加するシングルイリミネーション方式で行われ、決勝まで計5ラウンドが行われた。チームは抽選で対戦し、90分を終えた時点での勝者が決勝トーナメントに進出する。それでも同点の場合は、30分の延長戦が行われる。それでも同点の場合は、PK戦で勝敗が決定する。
注: 以下のすべての結果では、決勝進出チームのスコアが最初に表示される（H: ホーム、A: アウェイ）。
| アルミニア・ビーレフェルト | アルミニア・ビーレフェルト | ラウンド             | VfBシュトゥットガルト | VfBシュトゥットガルト |
| -------------------------- | -------------------------- | -------------------- | --------------------- | --------------------- |
| 対戦相手                   | 結果                       | DFBポカール2024-2025 | 対戦相手              | 結果                  |
| ハノーファー               | 2 - 0（ホーム）            | 1回戦                | ミュンスター          | 5 - 0（アウェイ）     |
| ウニオン・ベルリン         | 2 - 0（ホーム）            | 2回戦                | カイザースラウテルン  | 2 - 1（ホーム）       |
| フライブルク               | 3 - 1（ホーム）            | 3回戦                | レーゲンスブルク      | 3 - 0（アウェイ）     |
| ブレーメン                 | 2 - 1（ホーム）            | 準々決勝             | アウクスブルク        | 1 - 0（ホーム）       |
| レバークーゼン             | 2 - 1（ホーム）            | 準決勝               | ライプツィヒ          | 3 - 1（ホーム）       |

## マッチ

### 詳細
| 2025年5月24日 20:00 CEST |

| アルミニア・ビーレフェルト             | 2 - 4    | VfBシュトゥットガルト                                   |
| カニア 82分 · ヴァグノマン 85分 (o.g.) | レポート | ウォルトメイド 15分 · ミロー 22分, 66分 · ウンダフ 28分 |

| ベルリン・オリンピアシュタディオン, ベルリン 観客数: 74,036人 主審: クリスティアン・ディンガート （レベックスミューレ） |

| ビーレフェルト | シュトゥットガルト |

| GK                 | 1                  | ジョナス・カースケン       |      |      |
| RB                 | 2                  | フェリクス・ハグマン       |      | 46分 |
| CB                 | 19                 | マクシミリアン・グローバー |      |      |
| CB                 | 23                 | レオン・シュナイダー       | 53分 |      |
| LB                 | 4                  | ルイス・オッピー           |      |      |
| DM                 | 21                 | ステファノ・ルッソ         |      |      |
| CM                 | 6                  | メイル・コルボ             |      |      |
| CM                 | 8                  | サム・シュレック           |      | 46分 |
| RW                 | 37                 | ノア・サレンレン・バゼー   | 25分 | 59分 |
| LW                 | 38                 | マリウス・ウォール         |      | 83分 |
| CF                 | 11                 | ジョエル・グロドウスキー   |      | 80分 |
| サブメンバー       |                    |                            |      |      |
| GK                 | 18                 | レオ・オッパーマン         |      |      |
| DF                 | 3                  | ジョエル・フェリックス     | 90分 | 59分 |
| DF                 | 24                 | クリストファー・ラナート   |      | 46分 |
| MF                 | 10                 | ナシム・ブジェラブ         |      |      |
| MF                 | 13                 | ルーカス・クンツェ         |      | 83分 |
| MF                 | 17                 | メルヴェイユ・ビアンカディ |      |      |
| FW                 | 7                  | ユリアン・カニア           |      | 80分 |
| FW                 | 22                 | ミカ・シュロース           |      |      |
| FW                 | 30                 | アイザイア・ヤング         |      | 46分 |
| 監督               |                    |                            |      |      |
| ミシェル・クニャト | ミシェル・クニャト | ミシェル・クニャト         | 53分 |      |

| GK                       | 33 | アレクサンダー・ニューベル         |      |      |
| RB                       | 4  | ヨシュア・ヴァグノマン             | 27分 |      |
| CB                       | 14 | ルカ・ジャック                     |      |      |
| CB                       | 24 | ジェフ・シャボー                   |      | 76分 |
| LB                       | 7  | マクシミリアン・ミッテルシュテット |      |      |
| CM                       | 16 | アタカン・カラソル                 |      |      |
| CM                       | 6  | アンジェロ・スティラー             |      | 87分 |
| RW                       | 8  | エンゾ・ミロー                     | 67分 | 69分 |
| AM                       | 26 | デニズ・ウンダフ                   |      |      |
| LW                       | 27 | クリス・ヒューリッヒ               |      | 69分 |
| CF                       | 11 | ニック・ウォルトメイド             |      |      |
| サブメンバー             |    |                                    |      |      |
| GK                       | 1  | ファビアン・ブレドロウ             |      |      |
| DF                       | 3  | ラモン・ヘンドリクス               |      | 69分 |
| DF                       | 15 | パスカル・シュテンツェル           |      |      |
| DF                       | 29 | フィン・ジェルチ                   |      | 76分 |
| MF                       | 5  | ヤニク・カイテル                   |      |      |
| MF                       | 28 | ニコラス・ナーティ                 |      | 87分 |
| FW                       | 9  | エルメディン・デミロヴィッチ       |      | 69分 |
| FW                       | 18 | ジェイミー・レヴェリング           |      |      |
| FW                       | 25 | ヤコブ・ブルーン・ラーセン         |      |      |
| 監督                     |    |                                    |      |      |
| セバスティアン・ヘーネス |    |                                    |      |      |

| 副審: ベネディクト・ケンプケス（テューア） ニコライ・キンマイヤー（カールスルーエ） 第4の審判: ロベルト・ハルトマン（ヴァンゲン・イム・アルゴイ） リザーブアシスタントレフェリー サシャ・ティーレルト（ブーフホルツ・イン・デア・ノルドハイデ） ビデオ・アシスタント・レフェリー: ベンヤミン・ブラント（ウンターシュピースハイム） アシスタント・ビデオ・アシスタント・レフェリー: フェリックス・ベンヤミン・シュヴェルマー（ライプツィヒ） | 試合ルール - 90分 - 必要に応じて30分の延長戦#サッカー - スコアが同点の場合はPK戦 - 指名された交代選手は最大9名 - 最大5人の交代 - 最大3回の交代機会 |